# Kunzeana munda
Kunzeana munda är en insektsart som först beskrevs av Beamer 1943.  Kunzeana munda ingår i släktet Kunzeana och familjen dvärgstritar.
Artens utbredningsområde är Kalifornien. Inga underarter finns listade i Catalogue of Life.